# Invitation to a Murder
Invitation to a Murder (deutsch: „Einladung zu einem Mord“) ist ein US-amerikanischer Kriminalfilm von Regisseur Stephen Shimek, der in den Vereinigten Staaten am 25. April 2023 digital veröffentlicht wurde. Mischa Barton übernahm die Hauptrolle der ermittelnden Detektivin Miranda Green, die auf einer abgelegenen Privatinsel einen Todesfall aufklären muss.

## Handlung
Als der zurückgezogen lebende Milliardär Lewis Findley im Jahr 1934 sechs scheinbar fremde Personen auf seine Privatinsel in Südengland einlädt, befindet sich auch die aufstrebende Detektivin Miranda Green unter den Gästen. Als einer der Besucher zu Tode kommt, muss sie einer böswilligen Verschwörung auf den Grund gehen.

## Produktion

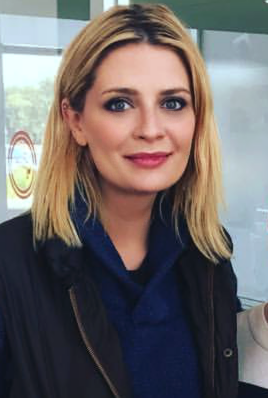
Darstellerin Mischa Barton

Im Oktober 2021 wurde Mischa Barton als Hauptdarstellerin für den Mystery-Thriller Invitation to a Murder verpflichtet, der unter der Regie von Stephen Shimek entstand. Das Drehbuch wurde von Brian O’Donnell geschrieben, während die an Agatha-Christie-Krimis angelehnte Geschichte ursprünglich auf einer Idee von Gérard Miller basierte. Als Produzenten fungierten Jerome Reygner-Kalfon, Sebastien Semon und Zeus Zamani für ACE Entertainment. In weiteren Nebenrollen sind Chris Browning, Bianca A. Santos, Giles Matthey, Grace Lynn Kung, Seamus Dever, Amy Sloan, Alex Hyde-White, James Urbaniak und Clark Carmichael zu sehen.
Die Dreharbeiten mit Kameramann Brian Vilim begannen im November 2021 in Illinois. Das Budget betrug weniger als 10 Millionen US-Dollar.
Im November 2021 wurden der Film auf dem American Film Market weltweit vertrieben. Durch die Veröffentlichung eines Trailers am 14. Februar 2023 wurde der digitale Heimkinostart in den Vereinigten Staaten für den 25. April 2023 angekündigt.